# Задорожній Микола Миколайович
Задорожній Микола Миколайович (нар. 5 грудня 1984, с. Новоюлівка, Софіївський район, Дніпропетровська область, УРСР) — український шоумен, ведучий та організатор святкових заходів. Працював в івент-агенції GB Event by Kvartal 95. Народний депутат України 9-го скликання від провладної партії Слуга народу.
Підозрюваний у отриманні хабаря в особливо великому розмірі.

## Життєпис
Закінчив Криворізький педагогічний університет, вчитель фізики та інформатики. Був менеджером зі збуту і постачання, викладав, був учасником гумористичної групи «Брати Гагаріни», що виступала на телепроєкті «Бійцівський клуб».
2019 року обраний народним депутатом від партії «Слуга народу» (в.о. № 162, Охтирський район і частково Сумський).
Засновник ТзОВ «Агрофірма „Мрія“».
Член Комітету ВРУ з питань бюджету.

## Розслідування
15 липня 2024 року Задорожнього було затримано за підозрою в отриманні хабаря в особливо великому розмірі. За даними слідства, у березні 2024 року він вимагав гроші у голови сільради на Сумщині за неперешкоджання тендеру на ремонт водогону в Охтирському районі Сумщини. Сума становила 14 %: 10 % від суми контракту і 4 % для місцевих «правоохоронців» за мовчання і допомогу. Сума хабаря — 3,4 млн грн.
18 липня ВАКС обрав Задорожньому заставу у 3 млн грн.

## Різне
25 листопада 2019 року Задорожній подав до НАЗК повідомлення про суттєві зміни у майновому стані. Згідно з ним, він придбав автомобіль Mitsubishi Pajero за 320 тис. грн. До того, як стати депутатом, Задорожній був безробітнім.
16 вересня 2022 року у звільненому ЗСУ Тростянці Задорожній привітав працівників лісу з професійним святом у светрі з літерою «V», яка є символом частини військ російських сил вторгнення в Україну.
7 лютого 2024 року проголосував за ухвалення законопроєкту № 10449 про мобілізацію в першому читанні.
Станом на червень 2024 року не поставив свій підпис на підтримку законопроєкту про заборону УПЦ МП "Про внесення змін до деяких законів України щодо діяльності в Україні релігійних організацій" (№ 8371).
22 липня 2025 року проголосував за проєкт закону 12414, що обмежує Національне антикорупційне бюро України та Спеціалізовану антикорупційну прокуратуру. Закон викликав хвилю антикорупційних протестів.